# Claea
Claea is een geslacht van straalvinnige vissen uit de familie van de bermpjes (Nemacheilidae).

## Soorten
- Claea dabryi (Sauvage, 1874)
- Claea sonlaensis (Nguyen, Nguyen & Hoang, 2010)
- Claea trilineatus (Nguyen, Nguyen & Hoang, 2010)